# 발레리아 솔라리노
발레리아 솔라리노(Valeria Solarino, 1978년 11월 4일 ~ )는 베네수엘라 출신의 이탈리아의 배우이다.